# Molvena (geslacht)
Molvena is een geslacht van vlinders van de familie Uilen (Noctuidae), uit de onderfamilie Hadeninae.

## Soorten
- M. caledonica Holloway, 1979
- M. guttalis Walker, 1865
- M. hieroglyphica Turner, 1920
- M. melaleuca Hampson, 1909